# Диапонтии-Ниси
Диапонтии-Ниси (греч. Διαπόντια νησιά) — острова в Греции в Ионическом море. Входят в группу Ионические острова. Расположены к северо-западу от острова Керкиры. Остров Отони является самой западной точкой Греции и самым крупным из островов, площадь Отони 10,444 квадратного километра. Из островов Диапонтии-Ниси три являются обитаемыми: Матракион, Отони и Эрикуса. Население 1217 жителей по переписи 2011 года. Необитаемыми являются Дьякопо, Дьяпло, Платия, Трахья. Административно относятся к общине Центральная Керкира и Диапонтии-Ниси в периферийной единице Керкира в периферии Ионические острова.
Высочайшая точка — гора Имеровигли высотой 393 метров на Отони.